# Cockerelliana capitata
Cockerelliana capitata är en tvåvingeart som beskrevs av Townsend 1915. Cockerelliana capitata ingår i släktet Cockerelliana och familjen parasitflugor. Inga underarter finns listade i Catalogue of Life.